# Mocache
Mocache es una ciudad ecuatoriana, cabecera cantonal del Cantón Mocache, perteneciente a la Provincia de Los Ríos. Se localiza al centro de la región litoral del Ecuador, a orillas del río Vinces.
Tiene una población de 10.987 habitantes, lo que la convierte en la centésima quinta ciudad más poblada del país. Forma parte del área metropolitana de Quevedo, pues su actividad económica, social y comercial está fuertemente ligada a Quevedo, siendo "ciudad dormitorio" para cientos de trabajadores que se trasladan a aquella urbe por vía terrestre diariamente. El conglomerado alberga a 590.000 habitantes, y ocupa la sexta posición entre las conurbaciones del Ecuador.

## Toponimia
Su nombre nace de vocablos indígenas que forman la palabra “Mukachi”, que significa “bosque, alto hermoso, bien oliente". Influencia que data de los primeros asentamientos indígenas existentes en esta zona previo a la conquista española.
Es también conocido como: "El paraíso escondido del Ecuador" y "Flor de Los Ríos".

## Símbolos

### Bandera
La Bandera oficial del Cantón Mocache, está conformada por tres franjas horizontales: una franja doble de color amarillo, dos franjas en color blanco y azul, de aproximadamente 1.80cm. De largo por 90 cm de ancho.
- El color amarillo representa la riqueza agraria, política y social, así como la vida del astro rey.
- El color blanco, representa la paz del Cantón, la igualdad, libertad y el respeto que buscan los (as) mocacheños (as)
- El color azul resalta el cielo esplendoroso que riela en infinito como una fiel esperanza de tesón, amor y trabajo.[2]

### Escudo
El escudo oficial del cantón Mocache, en su parte posterior tiene una banda consagratoria, con los colores de la bandera del cantón, donde se describe “Cantón Mocache” y en su parte central una antorcha que significa la luz y la libertad.
En la parte central consta un rectángulo color plateado en líneas rectas y curvas. En el interior de este rectángulo existen tres divisiones, graficadas en una estrella de seis puntas entrelazadas en dos triángulos equiláteros que significa el poder absoluto, la fuerza y la hermandad de los hombres. En la división superior un hermoso paisaje con un reluciente amanecer y como centro de atracción un pescador en sus faenas típicas de la zona, en el esplendoroso río Vinces y hacia el fondo el puente carrozable símbolo de progreso y unidad.
Sobre el lado izquierdo sobresale una cornucopia de la que rebosan frutos, derrochando su extraordinaria riqueza agropecuaria y su ganadería.
En la división inferior izquierda un libro abierto, y una lira, que significa la cultura y el arte musical; la llave de la ciudad es símbolo de confraternidad, dando la bienvenida a propios y extraños.
En la división inferior derecha un machete, pala, pico y un sombrero, que representa al hombre de campo que labra la tierra; también los símbolos que representan a las Cooperativas de Transportes y Sindicato de Choferes Profesionales, con un fondo azul que expresa lo bello del cielo que tiene esta prospera ciudad.
En la parte exterior del rectángulo un pergamino abierto que adorna la belleza del escudo, con una banda abierta de color celeste, describiendo el lema: “Paz, trabajo y riqueza”; y en su parte inferior una banda color rojo que sintetiza el amor eterno y divino y en ella con letras blancas está escrita, la fecha histórica en la que se constituyó como cantón “mayo 28 de 1996”

## Historia
En agosto de 1913 fue erigida en parroquia rural del cantón Vinces, al que perteneció hasta el 7 de octubre de 1943, en que al crearse el cantón Quevedo pasó a formar parte de esa nueva jurisdicción. Finalmente, un comité presidido por el Sr. Víctor Castillo Vargas logró su cantonización el 28 de mayo de 1996. Su Primer Cabildo se instaló el 25 de noviembre de ese mismo año.

## Gobierno municipal
La ciudad y el cantón Mocache, al igual que las demás localidades ecuatorianas, se rige por una municipalidad según lo estipulado en la Constitución Política Nacional. La Alcaldía de Mocache es una entidad de gobierno seccional que administra el cantón de forma autónoma al gobierno central. La municipalidad está organizada por la separación de poderes de carácter ejecutivo representado por el alcalde, y otro de carácter legislativo conformado por los miembros del concejo cantonal. El Alcalde es la máxima autoridad administrativa y política del cantón Mocache. Es la cabeza del cabildo y representante del Municipio.